# Semeiochernes
Semeiochernes es un género de arácnido  del orden Pseudoscorpionida de la familia Chernetidae.

## Especies
Las especies de este género son:
- Semeiochernes armiger (Balzan, 1892)
- Semeiochernes extraordinarius Beier, 1954
- Semeiochernes militaris Beier, 1932